# Virusni hepatitis
Virusni hepatitis je hepatitis (vnetje jeter), ki ga povzroči virusna okužba. Povzročitelji so  največkrat tako imenovani hepatotropni virusi (virusi hepatitisa A, B, C, D, E in G), lahko pa tudi različni drugi virusi, ki poleg drugih, za določeno obolenje značilnih bolezenskih znakov, ob tem povzročajo tudi vnetje jeter (npr. virus Epstein-Barr ob infekcijski mononukleozi, virus noric, virus herpes simpleks idr). 
Hepatitisa A in E sta danes večinoma bolezni potnikov, ki potujejo v endemična (tropska in subtropska) področja. Hepatitisa B in C pa sta lahko resni kronični bolezni, ki desetletje ali več potekata povsem prikrito in po mnogo letih privedeta do hude poškodbe jeter, ciroze ali celo raka na jetrih, ki je dokazano povezan s tema okužbama.

## Razširjenost virusnih hepatitisov
Po svetu je z virusom hepatitisa B (HBV) in hepatitisa C (HCV) okuženih vsaj 550 milijonov ljudi. Vsak tretji zemljan je bil tekom svojega življenja izpostavljen enemu od teh virusov in vsak dvanajsti zemljan je kronično okužen. Rak na jetrih, povezan z okužbama s HBV in HCV, je peti najpogostejši rak v svetu in povzroča 5 % smrti zaradi rakavih bolezni.

V svetu je vsaj 350 milijonov prenašalcev HBV, kar predstavlja 5 % svetovne populacije. Endemska področja so Podsaharska Afrika, Azija in Sredozemlje. Pojavnost okužbe s HBV se spreminja glede na zemljepisna področja: od 0,1 % v severni Evropi in ZDA, 3 % v sredozemskih deželah, pa od 10 do 15 % v Afriki in Aziji. Svetovna zdravstvena organizacija ocenjuje, da za akutnim hepatitisom B v Evropi vsako leto na novo zboli en milijon ljudi, 90.000 pa je letno novih primerov kronične okužbe. V Sloveniji ocenjujemo, da je pojavnost okužbe s HBV pod 1 %.

S HCV je v svetu okuženih vsaj od 170 do 200 milijonov ljudi ali 3 % svetovne populacije. Stopnja pojavnosti okužbe se spreminja glede na zemljepisno področje in se giblje od 0,15 v Skandinaviji do 38 % v Egiptu. Vsako leto se na novo s HCV okužijo najmanj 4 milijoni ljudi. Vsako leto v Evropi zaradi posledic kroničnega hepatitisa C umre dvakrat več bolnikov kot zaradi HIV-a/aidsa. V Sloveniji ocenjujemo, da je pojavnost okužbe s HCV pod 1 %, v določenih skupinah z velikim tveganjem za okužbo pa je precej višja.

V zahodnem svetu je HAV povzročitelj četrtine vseh simptomatsko potekajočih akutnih hepatitisov. Okužba je zelo pogosta v deželah z nizkim higienskim standardom in sanitacijo. Bolj, ko se dviga higienska raven v neki deželi, manj je primerov bolezni in starejši so bolniki. V razvitem svetu se pojavlja sporadično.

Okužba s HEV pa se v razvitem svetu ne pojavlja avtohtono, tja jo prinesejo le okuženi potniki iz endemičnih področij v Indiji, Pakistanu, Afriki, jugovzhodni in osrednji Aziji ter v Mehiki in Rusiji, kjer se občasno pojavijo epidemije.

## Kako virusi hepatitisov okvarijo jetra
Znano je, da različni virusi napadajo različne, vendar za določen virus točno določene vrste celic v telesu. Virusi hepatitisa škodljivo delujejo na jetrne celice, imenovane hepatociti. Po okužbi virus po krvi pride do jetrne celice in vdre vanjo. Nekateri virusi hepatitisa jetrno celico napadejo neposredno in jo poškodujejo oziroma uničijo, drugi se v jetrni celici le naselijo, s čimer sprožijo močan odziv telesnega imunskega sistema, ki povzroči vnetno reakcijo in napad na lastne, z virusom okužene jetrne celice, ki zato propadejo.

## Vrste virusnega hepatitisa
Danes poznamo pet glavnih povzročiteljev virusnega hepatitisa: virus hepatitisa A (HAV), virus hepatitisa B (HBV), virus hepatitisa C (HCV), virus hepatitisa D (HDV) in virus hepatitisa E (HEV). Dobro je poznan tudi virus hepatitisa G (HGV), vendar najverjetneje klinično ni pomemben za razvoj bolezni. Virus hepatitisa D nikoli ne okuži jetrne celice samostojno, ampak vedno ob prisotnosti HBV, bodisi da gre za hkratno okužbo, ali okužbo na predhodno s HBV že okuženo jetrno celico. 

Vseh pet virusov hepatitisa povzroča vnetje jeter; kako se bo le-to odražalo in kakšne posledice bo povzročilo pri posamezniku, pa je odvisno od vrste virusnega hepatitisa, od obrambnih sposobnosti okuženega, morebitne sočasne prisotnosti druge bolezni jeter in še od nekaterih zunanjih dejavnikov, predvsem od prehranskih navad posameznika, uživanja določenih zdravil, stika z za jetra škodljivimi snovmi idr.

## Značilnosti virusnega hepatitisa
Vsem virusnim hepatitisom je skupno, da so prizadeta jetra. Med seboj se razlikujejo po načinu okužbe, trajanju inkubacijske dobe in po tem, ali lahko privedejo do kronične okužbe oz. bolezni. Potek akutnega virusnega hepatitisa se med posameznimi vrstami hepatitisa ne razlikujejo izrazito.

### Akutni virusni hepatitis
Ne glede na to, kateri virus je povzročil hepatitis, so bolezenski simptomi in znaki akutnega virusnega hepatitisa večinoma enaki. Akutni hepatitis lahko poteka od popolnoma nezaznavne oblike bolezni, ko se bolnik sploh ne zaveda, da je okužen z virusom hepatitisa, do hitro napredujoče in usodne odpovedi delovanja jeter. 

Ob zaključku inkubacijske dobe so najzgodnejši simptomi in znaki bolezni splošno slabo počutje oz. gripi podobne težave z nekoliko zvišano telesno temperaturo, glavobolom, bolečinami v sklepih in mišicah, čemur sledijo najzgodnejši simptomi in znaki s strani prebavil, kot so siljenje na bruhanje in bruhanje, izguba teka ter tiščeča bolečina pod desnim rebrnim lokom, kjer ležijo jetra. Seč se obarva temneje, blato postane svetlejše, čemur sledi pojav zlatenice (rumenica sluznic in kože). Zlatenica je značilen bolezenski znak hepatitisa. Laboratorijske preiskave krvi kažejo nenormalne vrednosti testov za oceno delovanja jeter, s posebnimi mikrobiološkimi preiskavami pa lahko ugotovimo, za katero vrsto virusnega hepatitisa gre. 

Usmerjeno zdravljenje akutnega hepatitisa pri večini bolnikov ni potrebno, določen delež bolnikov pa potrebuje bolnišnično oskrbo. Pomembno je, da bolnik počiva, uživa zdravo uravnoteženo prehrano v več manjših obrokih in se izogiba predvsem pretiranemu uživanju maščob, ne pije alkoholnih pijač in izvaja osnovni higienski režim pri vsakodnevnih opravilih.

Popolna ozdravitev akutnega virusnega hepatitisa brez posledic je značilna za okužbi s HAV in HEV, medtem ko se pri okužbah s HBV, HDV in HCV lahko razvije kronično vnetje jeter. Pri minimalnem deležu bolnikov pa lahko akutni virusni hepatitis poteka v težki obliki (fulminantni hepatitis) z odpovedjo delovanja jeter, zato je takrat potrebna nujna presaditev organa.

### Kronični virusni hepatitis
Kronični hepatitis B in kronični hepatitis C sta bolezni z različno stopnjo izraženosti bolezenskih znakov. Lahko gre le za nosilstvo okužbe oz. za blažji potek kroničnega virusnega hepatitisa brez posebno izraženih bolezenskih znakov, lahko pa za zmeren ali hud potek, ki lahko vodita tudi v življenje ogrožajoče posledice: cirozo jeter z odpovedjo delovanja jeter oziroma raka na jetrih. 

Začetni simptomi in znaki kroničnega vnetja jeter so tiščeča bolečina v zgornjem delu trebuha, predvsem po obilnejšem obroku, spahovanje in napenjanje, izguba teka, izčrpljujoča utrujenost brez pravega vzroka; pri napredovali bolezni, ko je delovanje jeter že precej okvarjeno, pa se lahko pojavijo zlatenica, krvavitve, otekanje v noge in trebuh, značilne kožne spremembe in psihične motnje, kar vse kaže na nastanek ciroze jeter in odpoved delovanja organa. 

Z laboratorijskimi preiskavami krvi in biopsijo jeter (odvzemom majhnega koščka jeter za pregled) lahko ugotovimo, kako obsežne so bolezenske spremembe v jetrih in kakšnja je njihova delovna sposobnost.

Določeni bolniki s kroničnim virusnim hepatitisom potrebujejo zdravljenje s protivirusnimi zdravili, pri dokončni odpovedi delovanja jeter pa pride v poštev transplantacija organa.

Pomemben zaplet pri kroničnem virusnem hepatitisu je tudi rak na jetrih (primarni jetrnocelični karcinom). Okužba s HBV in HCV sta glavna nevarnostna dejavnika za njegov nastanek. Zelo pomembno je njegovo čimprejšnje odkritje, saj je zdravljenje tedaj lahko uspešnejše.

## Razlike med posameznimi virusnimi hepatitisi
Hepatitisa A in E sta akutni bolezni, ki redko, a lahko ogrozita življenje in sta danes večinoma prisotni pri potnikih v endemična (tropska in subtropska) področja, torej v kraje s slabimi higienskimi razmerami in sanitacijo. Prenašata se fekalno-oralno, hepatitis A pa lahko tudi spolno pri moških, ki imajo spolne odnose z moškimi, redko tudi pri injiciranju drog. 

Hepatitisa B in C pa sta lahko kronični bolezni z resnim potekom, ki lahko desetletje ali več potekata povsem prikrito in po mnogo letih privedeta do hude poškodbe jeter, ciroze ali celo raka na jetrih, ki je dokazano povezan s tema okužbama. Ljudje, ki se izpostavljajo intravenskemu injiciranju drog, tveganim spolnim odnosom, neprofesionalni tetovaži, prebadanju kože (piercing), neprofesionalni akupunkturi, ali pa se naključno zbodejo z okuženo injekcijsko iglo, so najbolj izpostavljeni možnosti okužbe z virusom hepatitisa C in hepatitisa B. Okužili pa so se lahko tudi tisti, ki so v preteklosti prejeli transfuzijo krvi, ali bili izpostavljeni raznim večjim medicinskim posegom in postopkom, ali pa imajo okuženega družinskega člana oz. z okuženo osebo živijo v skupnem gospodinjstvu. Pri 20–30 % okuženih način okužbe ni pojasnjen.
| Virusni hepatitis | Vir okužbe                             | Pot prenosa                 | Način prenosa                                              | Kronična okužba | Zaščita z imunoglobulini | Cepivo |
| ----------------- | -------------------------------------- | --------------------------- | ---------------------------------------------------------- | --------------- | ------------------------ | ------ |
| A                 | blato                                  | fekalno-oralno              | okužena voda/hrana, s človeka na človeka                   | ne              | da                       | da     |
| B                 | kri in nekatere druge telesne tekočine | izpostavljena koža/sluznica | spolni stik, okužene igle, transfuzija, z matere na otroka | da              | da                       | da     |
| C                 | kri                                    | izpostavljena koža/sluznica | okužene igle,transfuzija, spolni stik, z matere na otroka  | da              | ne                       | ne     |
| D                 | kri in nekatere druge telesne tekočine | izpostavljena koža/sluznica | transfuzija, okužena igla, spolni stik, z matere na otroka | da              | ne                       | ne     |
| E                 | blato                                  | fekalno-oralno              | okužena voda/hrana                                         | ne              | ne                       | ne     |

### Hepatitis A

#### Način okužbe
Virus hepatitisa A se večinoma prenaša po fekalno-oralno poti ali z neposrednim tesnim stikom z osebe na osebo. Glavni vzroki za širjenje HAV so slabe higienske razmere in slaba sanitacija okolja, kjer živimo, ter uživanje okužene vode in hrane. 

Virus se izloča v okolico z okuženim blatom. Ob nezadostni in neustrezni higieni rok se virus prenaša na hrano in različne predmete. Okužba se lahko prenaša tudi z okuženimi živili, med katerimi so najpogostejši termično neobdelani ali slabo obdelani morski sadeži, sadje, zelenjava, pa tudi in predvsem onesnažena pitna voda. Posebna pazljivost je potrebna na potovanjih v t. i. endemična področja, to so dežele z nezadostnim higienskim standardom. 

Virus hepatitisa A se lahko prenaša tudi z analno-oralnim spolnim odnosom, izjemno redko lahko tudi z urinom. Možen je tudi parenteralen prenos pri intravenskem uživanju nedovoljenih drog, vendar je izredno redek.

#### Potek okužbe
Inkubacijska doba hepatitisa A je od 15 do 45 dni. Večina okužb pri otrocih je brez bolezenskih znakov, pri odraslih pa je bolezen po navadi močneje izražena in traja dlje. V povprečju po 2-6 tednih bolezenski znaki izzvenijo in začne se obdobje rekonvalenscence. Pri približno 0.1% obolelih pride do akutne odpovedi delovanja jeter z zelo visoko smrtnostjo. Za okužbo s HAV je značilna popolna ozdravitev brez posledic in brez kronične slike bolezni. Po prebolelem hepatitisu A ostaja doživljenjska imunost proti tej okužbi.

#### Odkrivanje okužbe
Sum na hepatitis A se postavi na osnovi epidemioloških podatkov ter laboratorijskih preiskav, bolezen pa potrdimo s posebnimi mikrobiološkimi preiskavami.

#### Zdravljenje
Hepatitis A zdravimo le s podpornimi ukrepi, torej simptomatsko, kar pomeni, da ni posebnih protivirusnih zdravil za zdravljenje hepatitisa A. Potreben je počitek in redna, zdrava in uravnotežena prehrana, potrebno se je izogibati maščobam in uživanju alkohola ter vsem jetrom škodljivih zdravil. Bistvena je dobra osebna higiena: dosledno umivanje rok pred jedjo in po opravljeni potrebi.

#### Preprečevanje
Na splošno okužbo preprečujemo z ustrezno higieno in sanitacijo. Na voljo je tudi cepljenje, pasivna (imunoglobulini), kot tudi aktivna (cepivo proti hepatitisu A) imunizacija. Pasivno imunizacija se pri izpostavljenih osebah svetuje takoj po neposrednem stiku z okuženo osebo. Aktivna imunizacija pa je preventivno cepivo, ki nudi zaščito v več kot 90%. Cepljenje proti hepatitisu A se svetuje predvsem potnikom, ki potujejo v endemične kraje, pa tudi določenim drugim skupinam ljudi, vključno z bolniki s kroničnimi jetrnimi boleznimi. Na voljo je tudi kombinirano cepivo proti hepatitisu A in B.

### Hepatitis B

#### Način okužbe
Virus hepatitisa B se prenaša parenteralno, to je z neposrednim vnosom okužene krvi v telo (intravensko uživanje drog, naključni vbod z okuženo iglo, transfuzija okužene krvi in krvnih pripravkov), s tveganimi spolni odnosi (tveganje za okužbo po enkratnem nezaščitenem spolnem odnosu z okuženo osebo je 30-40%!) in z okužene matere na otroka. Prenos okužbe je možen tudi med družinskimi člani oz. člani skupnega gospodinjstva pri souporabi osebnega pribora (zobna ščetka, britvica, manikirni pribor ipd.).

#### Potek okužbe
Inkubacijska doba je 45 do 180 dni. Le pri polovici okuženih se nato pojavijo simptomi in znaki bolezni, pri ostalih je okužba nema. Odpoved delovanja jeter se pri akutnem hepatitisu B pojavi pri manj kot 1% okuženih. Po nekaj tednih do mescih simptomi in znaki akutne bolezni navadno izzvenijo. Pri večini odraslih bolnikov se bolezen pozdravi, pridobijo zaščitna protitelesa in s tem postanejo imuni (odporni) na ponovno okužbo. 

Večina okuženih novorojencev in četrtina otrok, ki so se okužili v zgodnjem otroštvu, ostane kronično okuženih. Pri odraslih se kronična okužba pojavi v 5-10 %. Med njimi je večino zdravih nosilcev virusa, ki nimajo nobenih simptomov ali znakov obolenja, lahko pa s tveganim vedenjem širijo okužbo. Kronična okužba pa lahko poteka napredujoče in v povprečju pri 30 % bolnikov s kroničnim vnetjem jeter privede do nastanka ciroze jeter že po šestih letih. Pri 2,4% bolnikov z jetrno cirozo letno se razvije rak na jetrih (primarni jetrnocelični karcinom), ki je dokazano povezan z okužbo s HBV.

#### Odkrivanje okužbe
Sum na hepatitis B se postavi na osnovi epidemioloških podatkov, klinične slike, laboratorijskih preiskav, diagnozo pa potrdijo posebne mikrobiološke preiskave. Po doktrini se opravi testiranje na morebitno okužbo s HBV ne le pri bolnikih s simptomi in znaki za akutni hepatitis, temveč tudi pri osebah z večjim tveganjem za okužbo, npr. osebe z novo odkrito spolno prenosljivo okužbo, pri intravenskih uživalcih nedovoljenih drog, pri naključnih poškodbah na delovnem mestu v zdravstvu oziroma naključnem vbodu z odvrženo uporabljeno iglo in podobno.

#### Zdravljenje
Bolnike z akutnim hepatitisom B zdravimo simptomatsko. Danes imamo na voljo tudi usmerjena protivirusna zdravila, ki jih pri akutnem hepatitisu uporabimo izrednoo redko, le če gre za zelo težek potek bolezni z odpovedjo delovanja jeter. Bolnike s kroničnim hepatitisom B se po doktrini zdravi s protivirusnimi zdravili. Zdravljenje je dolgotrajno, lahko celo doživljenjsko, zahtevno in lahko povzroča stranske učinke. V povprečju je učinkovito pri manj kot polovici zdravljenih.

#### Preprečevanje
Okužbo s HBV lahko uspešno preprečimo s pasivno (hiperimuni gamaglobulini) in aktivno (rekombinantno cepivo) imunizacijo. Pasivno imunizacijo uporabimo čim hitreje po znani izpostavitvi okužbi s HBV. Cepivo uporabimo skupaj s hiperimunimi gamaglobulini po izpostavitvi okužbi , masovno pa se ga uporablja v preventivne namene. Učinkovito je pri 90% cepljenih. 
Cepljenje proti hepatitisu B se priporoča osebam z večjim tveganjem, za izpostavljenost okužbi kot so zdravstveni delavci, osebe s tveganim spolnim življenjem, intravenski uživalci drog, bolniki z določenimi kroničnimi boleznimi ipd. Od leta 1998 se proti hepatitisu B cepijo tudi vsi otroci pred vstopom v prvi razred devetletke. Od leta 1994 dalje se tudi vse noseče žene testira glede okužbe s HBV. Pri vseh novorojenčkih okuženih mater se svetuje pasivno imunizacijo ter aktivno cepljenje takoj po porodu. Po naključnem vbodu z okuženo iglo se svetuje pasivno in aktivno imunizacijo po izpostavitvi, prav tako pa tudi po tveganem spolnem stiku z okuženo osebo. 

Danes je na voljo tudi kombinirano cepivo proti hepatitisu A in B.

### Hepatitis C

#### Način okužbe
Virus hepatitisa C se najpogosteje prenaša parenteralno, torej z neposrednim vnosom okužene krvi v telo (intravensko uživanje drog, naključni vbod z okuženo iglo, njuhanje drog transfuzija okužene krvi in krvnih pripravkov, neprofesionalno tetoviranje in prebadanje telesa). Možen je tudi prenos okužbe z matere na otroka, izredno redek je prenos okužbe pri spolnem stiku z okuženo osebo, še redkejši pa znotraj družinskih članov oz. gospodinjstva, predvsem pri souporabi pribora za osebno nego. Pri približno 30 % okuženih način okužbe ni pojasnjen. 

Virus hepatitisa C se NE prenaša pri običajnih socialnih stikih z ljudmi. Za prenos okužbe je pomembna kri.

#### Potek okužbe
Inkubacijska doba traja od 30–180 dni. Vendar okužba HCV najpogosteje poteka brez bolezenskih znakov. Le pri četrtini okuženih se pojavijo zlatenica in drugi znaki, značilni za akutni hepatitis. Virus se le pri 15-30 % okuženih spontano odstrani iz telesa, ponovna okužba pa je mogoča. Pri ostalih 70-85 % pa okužba vztraja vse življenje, zato govorimo o kronični okužbi s HCV. Nezdravljen kronični hepatitis C po 20-25 letih pri 20 % obolelih privede do nastanka jetrne ciroze, pri 1–4 % letno pa do raka na jetrih (primarni jetrnocelični karcinom). Dokazana je povezava med okužbo s HCV in nastankom raka na jetrih.

#### Odkrivanje okužbe
Na okužbo s HCV posumimo pri izpostavljenih tveganju za okužbo, večinoma pa se odkrije naključno. Potrdimo jo s posebnimi mikrobiološkimi preiskavami krvi. S testom dokaza protiteles proti HCV (anti-HCV), ki se v krvi pojavijo v povprečju 8–12 tednov, največ pa do šest mesecev po okužbi ("obdobje diagnostičnega okna") se ugotovi, ali je človek kdajkoli prišel v stik s HCV. Aktualno prisotna okužba  se potrdi z dodatnim testom prisotnosti HCV RNK v krvi.

#### Zdravljenje
Z zdravljenjem akutnega hepatitisa C se lahko prepreči prehod v kronično okužbo pri več kot 90 % bolnikov. Kronični hepatitis C seje v preteklosti zdravil s kombinacijo pegiliranega interferona alfa in nukleozidnega analoga ribavirina. Zdravljenje kroničnega hepatitisa C je trajalo od 6 do 18 mesecev, bilo je zahtevno, z vrsto stranskih učinkov in potrebo po stalenem zdravniškem nadzoru. Učinkovito je bilov povprečju pri več kot polovici zdravljenih bolnikov, v nekaterih podskupinah bolnikov pa celo do 90 %. V zadnjih letih so na voljo novejša, na virus neposredno delujoča zdravila, ki so zelo učinkovita. Zdravljenje je uspešno pri veliki večini bolnikov, je precej krajše (8 do 12 tednov), varno (najpogostejša neželena učinka sta utrujenost, glavobol) in bolniku prijazno, saj se uporabljajo peroralno.

#### Preprečevanje
Proti hepatitisu C ni na voljo niti pasivne niti aktivne imunizacije. Zato je še večji poudarek na preprečevanju okužbe z dobrim nadzorom nad darovano krvjo (vsa darovana kri je v Sloveniji rutinsko pregledovana na HCV od leta 1993!) in darovanimi organi ter nadzorom nad posamezniki, ki so izpostavljeni večjemu tveganju za okužbo, kot so npr. intravenski uživalci nedovoljenih drog, ki ne uporabljajo lastnega pribora za injiciranje. Izogibati se je potrebno neprofesionalnemu tetoviranju, akupunkturi ter neprofesionalnemu prebadanju kože in sluznic (piercing), pri tveganih spolnih stikih dosledno in pravilno uporabljati kondom, izogibati se je treba tudi souporabi osebnega pribora, ter biti previden pri rokovanju s krvjo in telesnimi tekočinami. Zdravstveni delavci morajo dosledno izvajati splošne previdnostne ukrepe. Pri naključnem vbodu z odvrženo, onesnaženo injekcijsko iglo je potrebno pravilno ukrepati (iztiskati kri na mestu vboda in mesto spirati pod tekočo, mlačno vodo 10 minut, nato mesto vboda razkužiti in se čim prej posvetovati z izbranim osebnim zdravnikom).

### Hepatitis E

#### Način okužbe
Glavni vzrok širjenja HEV so slaba higiena in sanitacija, saj se prenaša predvsem z okuženo vodo, redkeje hrano, lahko s termično slabo obdelanimi školjkami. Okužba s HEV se prenaša fekalno-oralno.

#### Potek okužbe
Inkubacijska doba traja od 28 do 40 dni. Bolezenski simptomi in znaki okužbe z HEV so zelo podobni okužbi z HAV, velikokrat so odsotni. Bolezen po navadi poteka lažje kot hepatitis A. Odpoved delovanja jeter pri akutnem dogajanju se pojavi v manj kot 1%. Bolezen pa lahko zelo hudo poteka pri okuženih nosečnicah, predvsem v prvem tromesečju, saj je takrat smrtnost od 10 do 20%.

Hepatitis E se po navadi pozdravi v 14 dneh do 3 tednih, kronične okužbe z HEV ne poznamo. Okužba najverjetneje zapusti tudi trajno imunost pred ponovno okužbo.

#### Odkrivanje okužbe
Na hepatitis E posumimo na osnovi epidemioloških podatkov in ustreznih laboratorijskih preiskav, dokažemo pa ga s posebnimi mikrobiološkmi preiskavami.

#### Zdravljenje
Akutni hepatitis E zdravimo simptomatsko s podpornim zdravljenjem.

#### Preprečevanje
Cepiva proti hepatitisu E še ne poznamo. Edina načina preprečevanja okužbe sta dobra higiena in sanitacija. Predvsem na to opozarjamo potnike, ki potujejo v endemična oziroma ogrožena področja.

## Preprečevanje okužbe
Proti hepatitisoma A in B obstaja učinkovito cepivo, proti hepatitisu C pa preventivnega orožja še ni. Obstajajo pa zelo učinkovita zdravila za zdravljenje hepatitisa C in dokaj učinkovita zdravila za zdravljenje hepatitisa B, če se ju le dovolj zgodaj odkrije.

Da bi preprečili tiho napredovanje kronične okužbe z virusom hepatitisa B ali C ter dokončno odpoved delovanja jeter ali raka na jetrih, je izjemnega pomena zgodnje odkrivanje okuženih z virusoma hepatitisa B in C, reden zdravniški nadzor pri specialistu za hepatitise in po potrebi zdravljenje. 

Pri osebah, ki se izpostavljajo kakršnemukoli tveganju za okužbo z virusoma hepatitisa A in B, ali imajo določena kronična obolenja, pa se svetuje čimprejšnje cepljenje proti hepatitisoma A in B. 
Pred cepljenjem je priporočljivo testiranje krvi za ugotovitev morebitne predhodne, neme okužbe, saj je v tem primeru cepljenje povsem nepotrebno.

### Cepljenje
Zaenkrat obstaja cepivo samo proti hepatitisoma A in B. Proti vsakemu od teh se lahko posameznik cepi posebej, obstaja pa tudi kombinirano cepivo, ki zavaruje pred obema okužbama.

#### Cepljenje proti hepatitisu A
Program imunoprofilakse in kemoprofilakse opredeljuje, da je cepljenje proti hepatitisu A obvezno za osebe, ki so pri svojem delu izpostavljene okužbi z virusom hepatitisa A (zaposleni pri čiščenju kanalizacije, praznjenju greznic, odstranjevanju smeti ter drugih odpadnih snovi iz naselij). Cepljenje proti hepatitisu A je obvezno tudi za osebe, ki zaradi svojega dela potujejo v območja, kjer obstaja tveganje za okužbo. Cepljenje je priporočljivo za hemofilike, osebe s kroničnim jetrnim obolenjem, osebe s HIV/aidsom, bolnike pred transplantacijo organov in kostnega mozga, osebje in varovance zavodov za duševno pizadete, moške, ki imajo spolne odnose z moškimi, intravenske uživalce drog. Cepljenje proti hepatitisu A je priporočljivo tudi za potnike, ki potujejo na območja, kjer so slabše higienske razmere in je tveganje za okužbo s hepatitisom A večje. Število cepljenih proti hepatitisu A je v Sloveniji v letu 2007 ponovno poraslo, tako pri otrocih, kot pri odraslih, predvsem zaradi cepljenja potnikov v mednarodnem prometu.

Cepi se z dvema odmerkoma cepiva; drugi sledi 6 do 12 mesecev po prvem. Za otroke od 2. do 18. leta starosti je na voljo otroška oblika cepiva.

#### Cepljenje proti hepatitisu B
Leta 1998 je bilo uvedeno obvezno cepljenje proti hepatitisu B za vstopnike v osnovno šolo. Otroci prejmejo tri odmerke cepiva proti hepatitisu B. Prva dva odmerka dobijo pred vstopom v kolektiv, tretji odmerek pa ob sistematskem pregledu v 1. razredu. Ocena deleža cepljenih obveznikov proti hepatitisu B za šolsko leto 2006/07 je 97,3%, kar je nekoliko manj (za 0,5%) kot v šolskem letu 2005/06 a boljša kot v prejšnjih šolskih letih, ko je bilo v povprečju cepljenih 96,4% obveznikov.
Poleg vstopnikov v šolo je cepljenje proti hepatitisu B obvezno tudi za novorojenčke HBsAg pozitivnih mater, dijake in študente, ki so pri praktičnem pouku izpostavljeni možnosti okužbe z virusom hepatitisa B, zdravstvene in druge delavce, ki so pri opravljanju svojega dela izpostavljeni možnosti okužbe z virusom hepatitisa B, osebe, ki nimajo niti antigena niti zaščitnih protiteles in živijo v tesnem stiku z osebami, ki so nosilci antigena hepatitisa, hemofilike, bolnike s kroničnimi jetrnimi obolenji, bolnike s HIV/aidsom, varovance zavodov za duševno in telesno zaostale, uživalce drog z injiciranjem, bolnike s spolno prenoslivimi okužbami, moške, ki imajo spolne odnose z moškimi ter osebe, ki so bile izpostavljene okužbi z virusom hepatitisa B in sicer preko kože ali sluznice.

V letu 2007 se je izven rednega obveznega programa cepljenja proti hepatitisu B cepilo nekoliko več odraslih, predvsem potnikov in tudi več otrok, predvsem z različnimi epidemiološkimi indikacijami.